# Villa des Diomedes

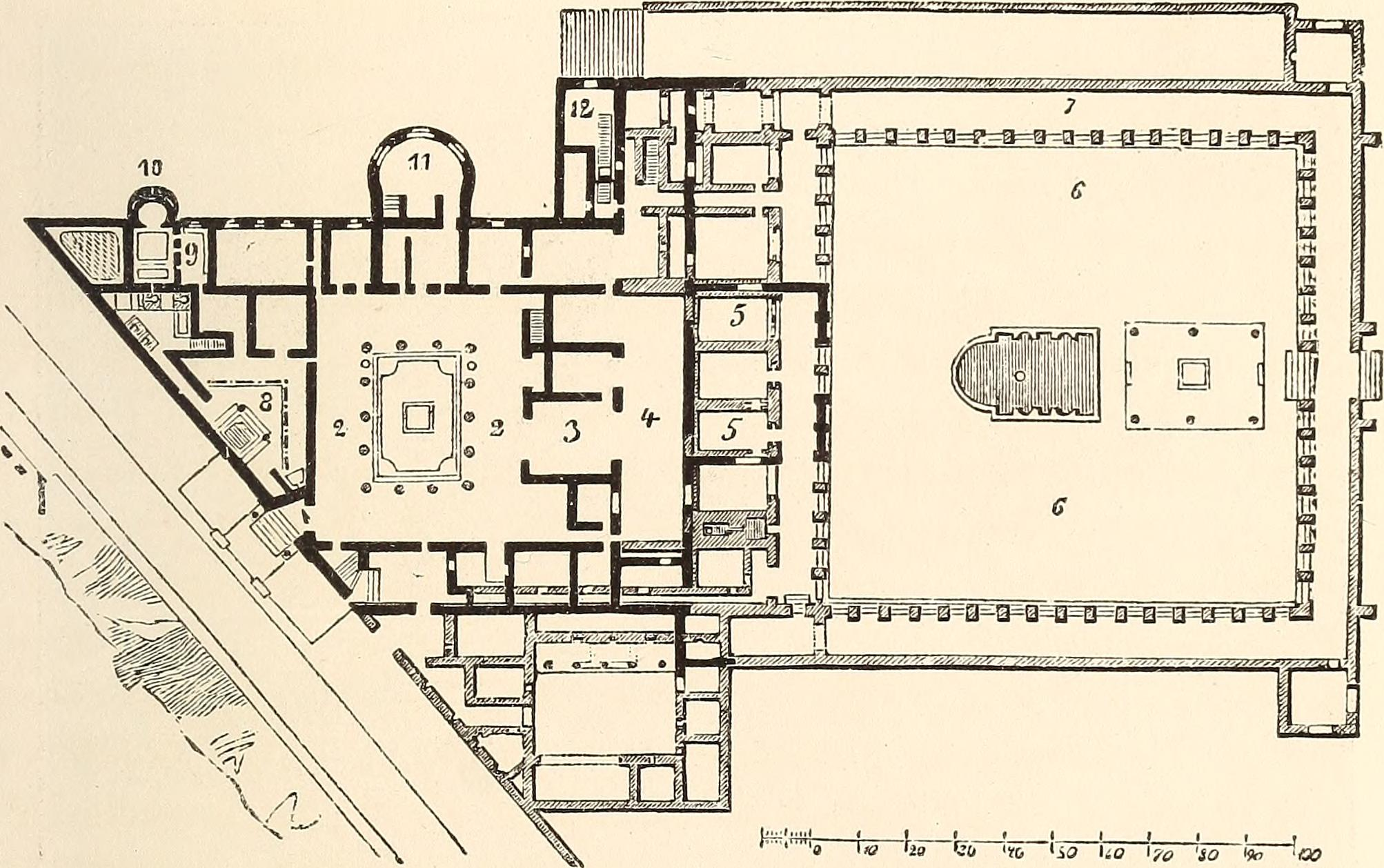
Grundriss der Villa

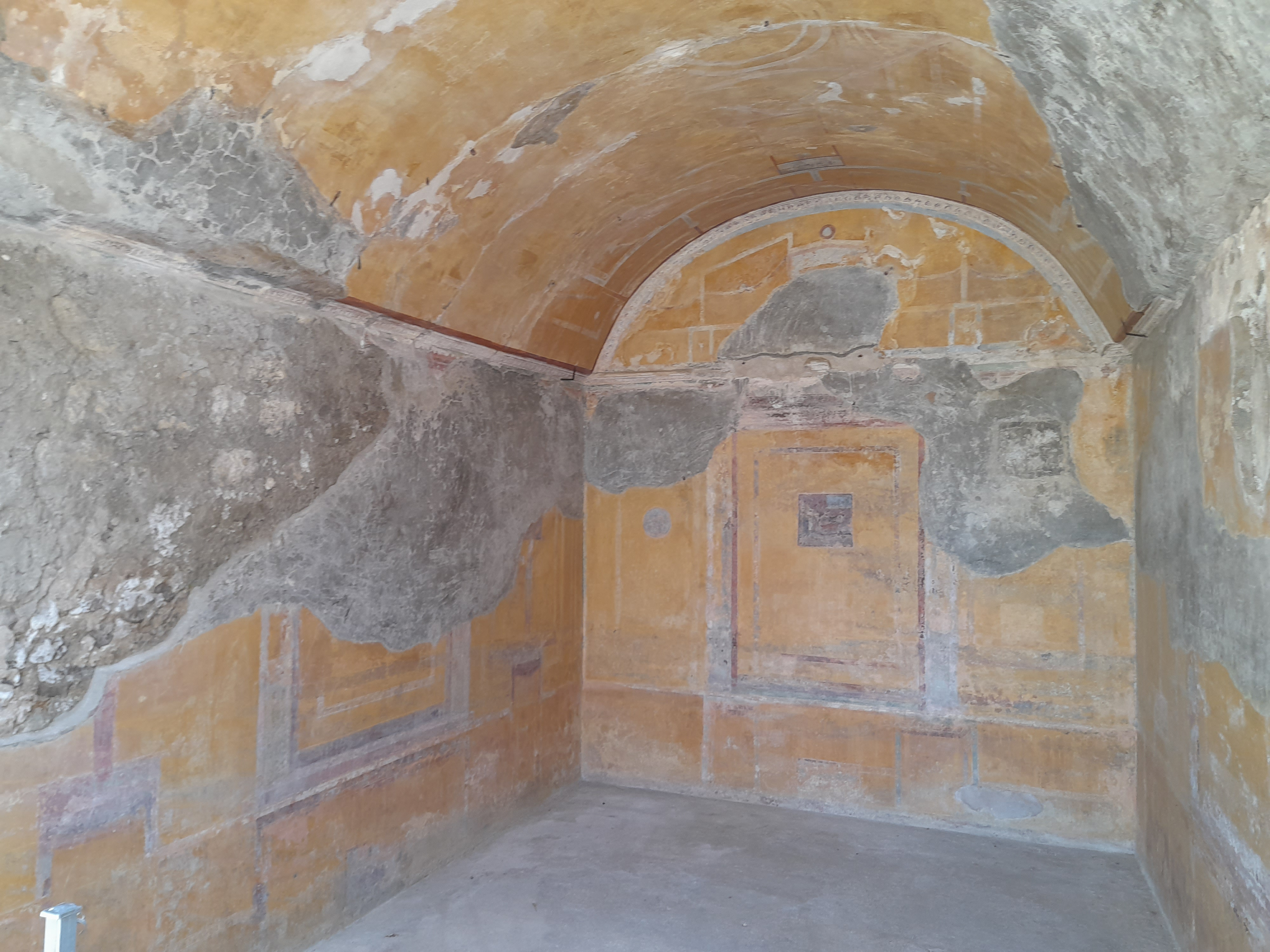
Ausgemalter Raum in der Villa des Diomedes

Die Villa des Diomedes (Villa di Diomede) befindet sich außerhalb der Stadtmauern von Pompeji beim Herkulaner Tor an der Via dei Sepolcri. Sie wurde von 1771 bis 1774 von Francesco La Vega ausgegraben und erhielt ihren Namen von Marcus Arrius Diomedes, dessen Grab sich gegenüber dem Eingang der Villa befindet. Die Zuschreibung der Villa an diese Person ist nicht zwingend.
Die Villa ist auf zwei Ebenen angelegt. Im vorderen Teil befindet sich gleich hinter dem Eingang ein Peristyl, es gibt Baderäume und einen Küchentrakt sowie diverse Wohnräume. Über eine Treppe gelangte man in das Erdgeschoss. Hier gibt es ein großes Peristyl mit 17 Pfeilern an jeder Seite. In der Mitte dieses großen Gartens steht ein Sommer-Triclinium mit einem Wasserbecken davor. Die Villa war in schlichten Wandmalereien des Vierten Stils dekoriert. Diese sind heute nur noch schlecht erhalten.
In der Villa wurden verschiedene Leichen gefunden. Ein Skelett, das zusammen mit einem weiteren Skelett aufgefunden wurde, war vielleicht sogar der Hausherr. Bei diesem Skelett lagen in einem Tuch Münzen im Wert von 1356 Sesterzen (zehn Goldmünzen, 88 Silbermünzen und neun bronzene). Es handelt sich um einen der reichsten Geldfunde in der Stadt. Dieser Mann hatte auch einen Schlüssel und trug einen goldenen Ring. Im Keller des Hauses lagen 18 weitere Skelette von Frauen, Dienern und Kindern, die hier wahrscheinlich an eindringenden Gasen erstickt sind. Im Keller fand man auch zahlreiche Weinamphoren.
Die Villa ist der Handlungsort einiger Romane. Théophile Gautiers Arria Marcella (1852) spielt hier, wie auch Ferdinand Gregorovius’ Gedicht Euphorion.